# Elsbeth Stern

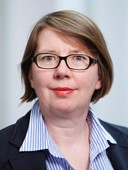
Elsbeth Stern (2016)

Elsbeth Stern (* 26. Dezember 1957 in Marburg) ist eine deutsche Psychologin und emeritierte Professorin für Lehr-Lern-Forschung an der ETH Zürich. Ihre wissenschaftlichen Schwerpunkte sind die Lehr-Lern-Forschung, Kognitionspsychologie und Intelligenzforschung.

## Beruflicher Werdegang
Im Jahr 1977 machte sie Abitur in Schwalmstadt/Treysa. Sie studierte Psychologie an der Philipps-Universität Marburg und an der Universität Hamburg. Nach ihrem Diplom bei Hubert Feger promovierte sie 1986 bei Kurt Pawlik mit dem Thema Reaktivitätseffekte in Untersuchungen zur Selbstprotokollierung des Verhaltens im Feld.
Von 1987 bis 1993 war sie Wissenschaftliche Mitarbeiterin der Abteilung für Entwicklungspsychologie von Franz E. Weinert am Max-Planck-Institut für psychologische Forschung in München. Sie habilitierte sich 1994 im Fach Psychologie an der Ludwig-Maximilians-Universität München mit einer Arbeit über Die Entwicklung des mathematischen Verständnisses im Kindesalter. Von 1994 bis 1997 war sie Professorin für Pädagogische Psychologie an der Universität Leipzig. Von 1997 bis 2006 arbeitete sie als Forschungsgruppenleiterin am Max-Planck-Institut für Bildungsforschung in Berlin. Unter anderem forschte sie in einem Lernlabor, wie Kinder im Grundschulalter sinnvoll an Mathematik und Naturwissenschaften herangeführt werden können.
Zusammen mit Ralph Schumacher entwickelte sie 2004 an der FH Neubrandenburg ein Curriculum für die Frühkindliche Bildung. 2006 nahm sie einen Ruf an die ETH Zürich auf eine Professur für Lehr- und Lernforschung an.
2014 wurde sie in die Akademie der Wissenschaften und der Literatur Mainz gewählt.
In der Presse bekannt wurde sie u. a. durch eine Untersuchung zum Einfluss des Lateinunterrichts auf die Intelligenzentwicklung, in der kein positiver Effekt auf das logische Schlussfolgern und Leistungen im mathematisch-naturwissenschaftlichen Bereich nachgewiesen werden konnte. Die Studie wurde von Theo Wirth kritisiert.
Stern ist verheiratet und lebt in Zürich.

## Kontroversen
2023 äußerte sich Elsbeth Stern in einer öffentlichen Podiumsdiskussion scharf und polemisch zur sogenannten „Studentinnen-Studie“ von Katja Rost und Margit Osterloh. Diese identifizierte Unterschiede in Karrierepräferenzen als Hauptursache für den geringen Frauenanteil auf höheren akademischen Ebenen. Stern bezeichnete die Arbeit, unter anderem, als „nicht einmal auf dem Niveau einer Bachelorarbeit“ – eine Formulierung, die als polemisch und unangemessen kritisiert wurde. Trotz erfolgreicher Publikation der Studie mit dem Titel "Leaky Pipeline" in der peer-reviewten European Management Review hielt sie an ihrer Kritik fest, ohne die publizierte Version gelesen zu haben. Ihr Verhalten wurde als Beispiel für voreingenommene Wissenschaftskommunikation, Vorverurteilung, und mangelnde Ergebnisoffenheit gewertet. 

## Schriften (Auswahl)
- Reaktivitätseffekte in Untersuchungen zur Selbstprotokollierung des Verhaltens im Feld. Peter Lang, Frankfurt am Main 1986.
- Die Entwicklung des mathematischen Verständnisses im Kindesalter. Pabst Publisher, Lengerich 1988.
- mit J. Guthke (Hrsg.): Perspektiven der Intelligenzforschung. Pabst Publisher, Lengerich 2001.
- mit R. Schumacher: Lernen im Vorschulalter. Elektronisches Lehrbuch für den Modellstudiengang "Early Education" an der FH Neubrandenburg. 2004.
- mit Aljoscha Neubauer: Lernen macht intelligent – Warum Begabung gefördert werden muss. Deutsche Verlags-Anstalt, München 2007, ISBN 978-3-421-04266-8.
- mit R. Grabner und R. Schumacher: Lehr-Lern-Forschung und Neurowissenschaften: Erwartungen, Befunde und Forschungsperspektiven. (= Bildungsreform. Band 13). Bundesministerium für Bildung und Forschung, 2005.
- mit Aljoscha Neubauer: Intelligenz – Große Unterschiede und ihre Folgen. DVA, München 2013, ISBN 978-3-421-04533-1.